# 하이메 요시야마
하이메 요시야마(Jaime Yoshiyama, 본명: 클레멘테 하이메 요시야마 다나카, Clemente Jaime Yoshiyama Tanaka, 1944년 7월 23일 ~ )는 일본계 페루 후지모리파 정치인이다. 1992년 12월부터 1995년 7월까지 민주헌법회의 의장을 역임했고, 알베르토 후지모리 대통령 행정부 시절에는 대통령장관도 역임했다.

## 어린 시절과 교육
요시야마는 1944년 7월 23일 우앙카요에서 태어났다. 페루의 대학원인 ESAN 대학교를 다녔고 산업공학과를 졸업했다, 1967년 수석 졸업하고 MBA 학위를 받았다. 그는 장학금을 받아 미시간 주립 대학교에서 1969년 경영학 석사 학위를 취득했고, 하버드 대학교에서 행정학 석사(경제 및 경제 개발) 1976년을 취득했다.

## 같이 보기
- 알베르토 후지모리